# Lindfors
Lindfors is een plaats in de gemeente Karlstad in het landschap Värmland en de provincie Värmlands län in Zweden. De plaats heeft 92 inwoners (2005) en een oppervlakte van 18 hectare.